# Albino (cardinal)
Albino (né à Milan en Lombardie, Italie, et mort v. 1197) est un cardinal italien du XIIe siècle. Il est membre de l'ordre des chanoines réguliers de S. Maria di Crescenziano.

## Biographie
Albino est l'auteur de notamment Digesta pauperis scolaris, une collection de phrases et proverbes, extraits de pères de l'Église et canons de concile, et du Collectio canonum.  
Le pape Lucius II le crée cardinal lors d'un consistoire mi-1182. Le cardinal Albino est notamment légat apostolique à la cour de Guillaume II de Sicile. Il est auditeur à la curie romaine et est vicaire apostolique sous les papes Clément III et Célestin III.
Le cardinal Albino participe à l'élection d'Urbain III en 1185, de Grégoire VIII et de Clément III  en 1187 et de Célestin III en 1191.

### Sources
- Fiche du cardinal sur le site fiu.edu